# Eupithecia violetta
Eupithecia violetta là một loài bướm đêm trong họ Geometridae.